# Haldane (cratère)
Pour les articles homonymes, voir Haldane.
Haldane est un cratère lunaire situé à l'extrême Est de la face visible de la Lune au sud-ouest de la Mare Smythii. Le cratère Haldane est situé au nord-ouest du cratère Warner, à l'ouest des cratères Runge et Talbot à l'Est des cratères Avery et Carrillo. Ce cratère a été inondé par de la lave. Le contour est cassé dans sa partie nord-ouest. Une crête central peu élevée est visible au centre du cratère.
En 1976, l'Union astronomique internationale a donné le nom de Haldane à ce cratère en l'honneur du généticien britannique John Burdon Sanderson Haldane.